# Steinhausen
Steinhausen és un municipi del cantó de Zug (Suïssa).

## Fills il·lustres
- Johann Gustav Eduard Stehle (1839-1915) compositor musical.